# Chicago White Sox

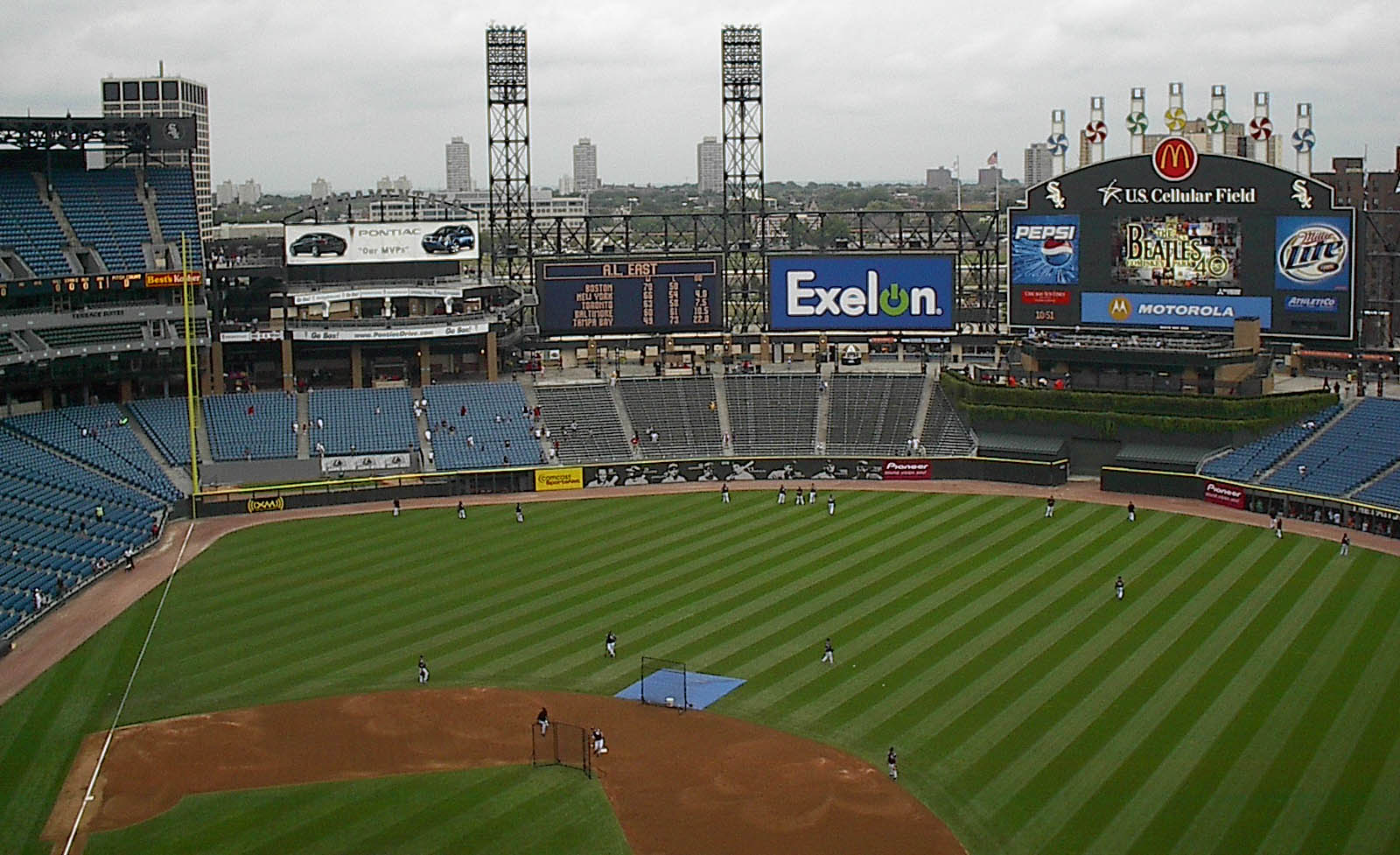
Guaranteed Rate Field, domácí stadion White Sox, 2005

Chicago White Sox je profesionální baseballový klub z Major League Baseball, patřící do centrální divize American League.
Klub byl založen v roce 1900 pod jménem White Stockings, od roku 1904 nosí svůj současný název. V roce 1919 prodali hráči Světovou sérii a stanuli za to před soudem,ale důkazy se nenašly. Všech zmiňovaných 9 hráčů již nikdy nesmělo hrát MLB a dostali doživotní zákaz,
Za svou historii klub celkem šestkrát vyhrál American League, z toho třikrát i následující Světovou sérii:
- Vítězství ve Světové sérii: 1906, 1917 a 2005
- Ostatní vítězství v AL: 1901, 1919 a 1959